# Dawid Banaczek
Dawid Banaczek (ur. 3 czerwca 1979 w Gdyni) – polski trener, piłkarz występujący na pozycji ofensywnego pomocnika lub napastnika. Reprezentant Polski U15 – U21, mistrz Polski (Zagłębie Lubin 2007), uczestnik pucharu UEFA (Zagłębie Lubin).

## Kariera klubowa
Wychowanek Lechii Gdańsk, w której rozpoczął treningi w roku 1987. W drużynie seniorów Lechii występował przez 3 sezony. W 1999 roku Banaczek podpisał 2 letni kontrakt z Bayernem Monachium. W nowym klubie Banaczek występował przez dwa sezony w zespole amatorów. W 2001 roku podpisał kontrakt w szwedzkim IFK Norrköping, gdzie zadebiutował w Allsvenskan. W latach 2001–2003 Banaczek (z krótką 3 miesięczną przerwą w RKS Radomsko) grał w IFK.
W Amice Wronki grał pod wodzą szkoleniowca Macieja Skorży. W polskiej lidze największe sukcesy święcił jako zawodnik Zagłębia Lubin, z którym w sezonie 2006/2007 sięgnął po mistrzostwo Polski oraz rok wcześniej w sezonie 2005/2006 zdobywając brązowy medal polskiej ekstraklasy. Poza Zagłębiem oraz Amicą Wronki Banaczek występował w polskiej ekstraklasie w zespołach RKS Radomsko oraz Widzew Łódź.
Ostatnim piłkarskim przystankiem na wysokim szczeblu była czeska Sigma Ołomuniec.

## Kariera reprezentacyjna
Wielokrotny reprezentant Polski drużyn młodzieżowych, od U15 do U21. W 1995 roku pod wodzą trenera Andrzeja Zamilskiego uczestniczył w Mistrzostwach Europy U16, odbywających się w Belgii.

## Kariera trenerska
W roku 2011 Dawid Banaczek założył Akademię piłkarską Football Pro Academy. W roku 2012 Dawid Banaczek nawiązał współpracę z klubem Lechia Gdańsk, w którym prowadził drużynę Akademii Piłkarskiej Lechia Gdańsk rocznik U9. 1 lipca 2013 roku Banaczek objął posadę I trenera zespołu Kaszubia Kościerzyna. Umowa ze szkoleniowcem została zawarta na okres jednego roku. Od lipca 2015 do końca sierpnia 2015 pełnił rolę trenera zespołu Lechia Gdańsk U17. We wrześniu 2015 został asystentem nowego szkoleniowca drużyny Lechia Gdańsk – Thomasa von Heesena. W grudniu 2015 roku został tymczasowo I trenerem drużyny Lechia Gdańsk. Do końca czerwca prowadził drużynę juniorów młodszych. 1 lipca 2016 został asystentem szkoleniowca drużyny Drutex-Bytovia Bytów Tomasza Kafarskiego.

## Sukcesy

### Zagłębie Lubin
- Mistrzostwo Polski: 2006–2007.
- Trzecie miejsce: 2005–2006.
- Finalista Pucharu Polski: 2005–2006.
- Udział w Pucharze UEFA: 2006–2007.